# Eucharis przhevalskii
Eucharis przhevalskii är en stekelart som beskrevs av Gussakovskiy 1940. Eucharis przhevalskii ingår i släktet Eucharis och familjen Eucharitidae. Inga underarter finns listade i Catalogue of Life.